# Pierre Blanchy
Pour les articles homonymes, voir Blanchy.
Pierre Albert Blanchy est un diplomate et grand serviteur de l'État monégasque, qui occupa à plusieurs reprises la fonction de ministre d'État de Monaco à titre intérimaire.

## Biographie
Pierre Albert Blanchy est né le 14 août 1897 à Monaco. Il y décède le 15 février 1981 à l'âge de 84 ans.
Pierre Blanchy est engagé volontaire dans l'armée française pendant la Première Guerre mondiale de 1914-1918. Ingénieur de l'Institut d'électricité de Grenoble, il occupe des fonctions de direction dans des entreprises privées française avant d'entrer dans l'administration monégasque en 1934, à l'âge de 37 ans.
Pierre Blanchy occupe alors de nombreuses fonctions ministérielles au sein du Gouvernement de la principauté de Monaco.
Il est successivement conseiller de gouvernement pour les travaux publics puis pour l'Intérieur (1955), et reçoit le titre de ministre plénipotentiaire en 1958. Il est de nouveau conseiller de gouvernement (ministre) pour les Travaux publics et les Affaires sociales et se voit adjoindre la charge du Service des relations extérieures de la principauté en 1963.
Pendant cette période, il exerce à plusieurs reprises la fonction de ministre d'État par intérim notamment au cours des années 1944, 1949, 1958-1959 et 1962-1963.
Il intervient, à ce titre, à de nombreux moments clés de l'histoire de la principauté, signant certains des traités majeurs de coopération et d'amitié avec la France.
En tant que conseiller de gouvernement pour les Travaux publics, il œuvre au percement du tunnel de la SNCF et à l'aménagement du terre-plein du Larvotto.
À la fin de sa carrière il devient président du Conseil de la couronne et secrétaire d'État.

## Décorations
- Grand-croix de l'ordre de Saint-Charles Il est élevé à la dignité de grand-croix le 18 novembre 1971[7]
- Grand officier de l'ordre de Grimaldi
- Commandeur de la Légion d'honneur
- Grand-croix de l'ordre de Saint Pie IX
- Grand officier de l'ordre du mérite de la république italienne
- Commandeur de l'ordre royal du Phénix de Grèce
- Médaille de la résistance, croix de guerre, médaille du combattant volontaire de la résistance.

### Sources
- Jean Pierre Gallois, Le régime international de la principauté de Monaco, 1964
- Journal de Monaco